# Lisa Cole Zimmerman
Lisa Cole Zimmerman (* 30. August 1969) ist eine ehemalige US-amerikanische Fußballspielerin.

## Karriere

### Verein
Cole spielte während ihres Studiums an der Southern Methodist University von 1987 bis 1991 für die dortige Fußballmannschaft der SMU Mustangs. In den Spielzeiten 1987 bis 1990 war sie dabei jeweils erfolgreichste Torschützin ihres Teams und wurde im Jahr 2011 in die Hall of Fame ihrer Hochschule aufgenommen.

### Nationalmannschaft
Cole bestritt im Jahr 1990 zwei Länderspiele für die Fußballnationalmannschaft der Vereinigten Staaten, wobei sie einmal eingewechselt wurde.